# Genowefa z Paryża
Genowefa z Paryża, cs. Prepodobnaja Żeniewiefa (ur. ok. 422 w Nanterre, zm. 3 stycznia 500 lub 502 w Paryżu) – mniszka, święta Kościoła katolickiego i prawosławnego, patronka Francji.

## Życie

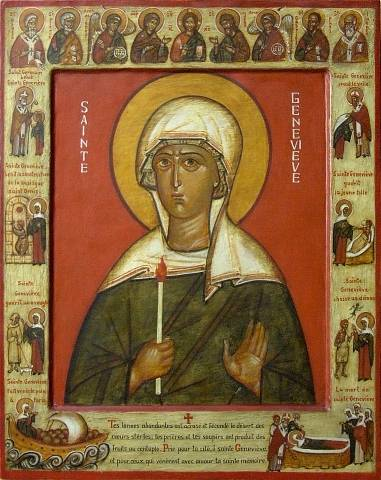
Św. Genowefa, ikona przedstawia sceny z życia świętej.

Życie Genowefy obrosło wieloma legendami. Urodziła się w Nanterre pod Paryżem. Pochodziła z drobniejszej arystokracji lub była dzieckiem zamożnych rolników. Gdy miała 7 lat przybył tam biskup Auxerre św. German. Zauważył on Genowefę w tłumie, który zebrał się wokół niego i przepowiedział jej, że zostanie świętą. Wręczył jej medalik (lub krzyżyk) z którym się nigdy nie rozstawała. Po śmierci rodziców Genowefa w wieku ok. 15 lat przeniosła się do Paryża (noszącego wtedy nazwę Lutecja). Tam z rąk miejscowego biskupa otrzymała welon dziewicy poświęconej Bogu. Prowadziła życie ascetyczne, przepełnione modlitwą i wyrzeczeniami. W 451 r. w okolice Paryża nadciągnęły oddziały Hunów pod wodzą Attyli. Mieszkańcy chcieli opuścić miasto. Genowefa zachęcała ich do postu i modlitwy i przepowiedziała, że miasto zostanie ocalone. Rzeczywiście, Hunowie skierowali się w inną stronę. Podczas oblężenia miasta przez Franków zorganizowała dowóz żywności. Zmobilizowała ludność do rozpoczęcia budowy bazyliki Saint-Denis.

## Legenda
Według legendy, gdy modliła się, diabeł żeby jej przeszkodzić, zdmuchiwał jej świecę, ale anioł zapalał ją z powrotem.

## Patronat
Jest główną patronką Paryża i Francji oraz dziewic, pasterzy, producentów świec woskowych, rybaków, rzemieślników, właścicieli składów win, żołnierzy, chorych na choroby zakaźne i dur brzuszny.

## Dzień obchodów
Wspomnienie liturgiczne w Kościele katolickim obchodzone jest 3 stycznia.
Cerkiew prawosławna wspomina świętą mniszkę 3/16 stycznia, tj. 16 stycznia według kalendarza gregoriańskiego.

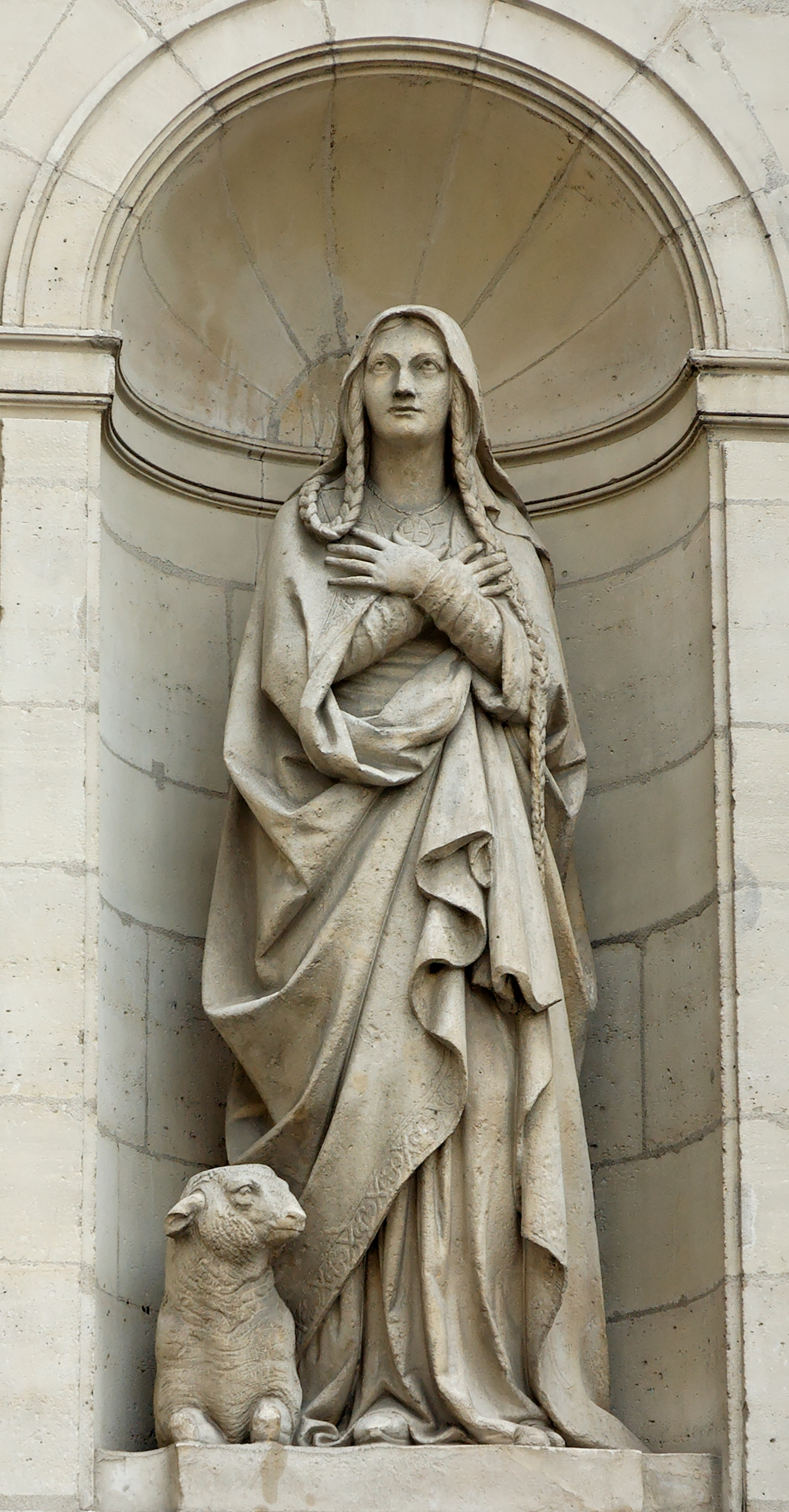
Figura św. Genowefy w kościele St-Etienne-du-Mont

## Ikonografia
Święta Genowefa jest przedstawiana:
- jako młoda pasterka pasąca owce,
- jako młoda mniszka,
- z dwoma kluczami Paryża u pasa,
- gdy przywraca niewidomemu wzrok,
- ze świecą.

Atrybuty
Jej atrybutami są: anioł i księga, czasza, kądziel, kij pasterski, owca, dwa klucze, medalik.

## Relikwie i sanktuaria
Genowefa została pochowana na podmiejskim cmentarzu Lucotius. Nad jej grobem Chlodwig I wzniósł kościół pod jej wezwaniem. Został on przebudowany w 1757 r. Podczas Wielkiej Rewolucji Francuskiej zamieniono go na Panteon, a relikwiarz św. Genowefy spalono w 1793 r. Obecnie miejscem jej kultu jest kościół St-Etienne-du-Mont, gdzie przechowywane są resztki jej sarkofagu. W 1997 r. kościół odwiedził Jan Paweł II i odprawił tam mszę w ramach Światowych Dni Młodzieży.